# Die Abenteuer des Königs Pausole
Pour plus de détails, voir Fiche technique et Distribution.
Die Abenteuer des Königs Pausole est un film autrichien réalisé par Alexis Granowsky, sorti en 1933. Il s'agit de la version en allemand du film Les Aventures du roi Pausole.

## Fiche technique
- Titre : Die Abenteuer des Königs Pausole
- Réalisation : Alexis Granowsky
- Scénario : Fernand Crommelynck et Henri Jeanson d'après Les Aventures du roi Pausole de Pierre Louÿs
- Dialogues : Ernst Toller
- Photographie : Rudolph Maté, Louis Née et Marcel Soulié
- Musique : Karol Rathaus
- Pays d'origine : Autriche
- Format : Noir et blanc - 1,37:1 - Mono
- Genre : comédie
- Durée : 80 minutes
- Date de sortie : 1933

## Distribution
- Emil Jannings : le Roi Pausole
- Josette Day : Princesse Aline
- Sidney Fox : Diana
- José Noguero : Giglio
- Armand Bernard : Texis
- Rachel Devirys : Perchuqué
- Grazia del Rio : Fanette
- Gina Guggiari : Mirabelle
- Nane Germon : Nicole
- Vera Baranovskaïa : Gouvernante
- Simone Bourday : Thierrette
- Micheline Bernard
- Jacqueline Daix
- Lucienne Le Marchand